# Terremoto de Khait de 1949
El terremoto de Khait de 1949 ocurrió a las 09:53 hora local del 10 de julio de 1949 en la región del Óblast de Gharm de la
República Socialista Soviética de Tayikistán de la Unión Soviética. Tuvo una magnitud de 7,5 y provocó una serie de deslizamientos de tierra que en conjunto provocaron 7.200 muertes.

## Entorno tectónico
El terremoto ocurrió en una región tectónicamente compleja en el extremo sur del Tien Shan. El margen sur del Tien Shan se caracteriza por una combinación de fallas de desplazamiento dextral y empujes hacia el sur sobre la cuenca de Tayikistán hacia el sur a lo largo de la zona de falla Gissar-Kokshaal. Al mismo tiempo que la cuenca de Tayikistán se está acortando en respuesta a la colisión oblicua con la Cordillera del Pamir, formando una serie de fallas de empuje con tendencia norte-sur a suroeste-noreste, se cree que el terremoto fue causado por el movimiento en el empuje de Vakhsh, una de estas fallas.

## Daños
En la zona de máxima intensidad sentida, la mayoría de los kishlaks quedaron completamente destruidos. La mayoría de las víctimas mortales se debieron a los numerosos deslizamientos de tierra provocados por el terremoto. La ciudad de Khait y la aldea de Khisorak quedaron casi completamente destruidas por el deslizamiento de tierra de Khait. Numerosos kishlaks en el valle del río Yasman fueron abrumados por el deslizamiento de loess que barrió todo el valle. Otros kishlaks fueron destruidos por deslizamientos de loess en el valle inferior del río Obi-Kabud y en el lado norte del valle del río Surkhob. Las estimaciones publicadas sobre el número de víctimas oscilan entre 5.000 y 28.000. Un estudio más reciente, basado en el tamaño de los asentamientos afectados y la probable densidad de población, dio una estimación de 7.200 de los cuales alrededor de 800 fueron causados por el deslizamiento de tierra de Khait y 4.000 por el deslizamiento de tierra del valle de Yasman.

## Características

### Terremoto
El terremoto principal fue precedido por dos terremotos previos el 8 de julio, con sólo 12 minutos de diferencia. El terremoto principal tuvo una magnitud de 7,4 calculada como "magnitud unificada" utilizando el "método soviético".La magnitud se recalculó como 7,5 en la escala de magnitud de momento en el catálogo del Modelo de Terremoto Global del Centro Sismológico Internacional publicado en 2013.

### Deslizamientos de tierra
La mayoría de los deslizamientos de tierra provocados por el terremoto fueron deslizamientos de loess, que implicaron fallas y flujo de material de loess no consolidado. En el valle del río Yasman, que se encuentra casi en su totalidad dentro del área de mayor intensidad sentida, un gran número de tales deslizamientos se fusionaron en valles tributarios antes de combinarse en un deslizamiento masivo que recorrió todo el valle. El área cubierta por el deslizamiento del valle de Yasman es de unos 24,4 kilómetros cuadrados, con un volumen total estimado de 245 millones de metros cúbicos. El deslizamiento de tierra de Khait comenzó como un deslizamiento de rocas pero progresivamente arrastró material de loess. El desprendimiento de rocas se inició por la falla de parte del flanco occidental de la montaña Chokrak. El deslizamiento de tierra se volvió más móvil una vez que comenzó a arrastrar material de loess y llegó al río Obi-Kabud, donde atravesó la llanura aluvial y superó una terraza fluvial de 25 metros de altura en la orilla occidental del río. El volumen estimado de este deslizamiento de tierra es de unos 75 millones de metros cúbicos. Viajó a una velocidad estimada de unos 40 metros por segundo.